# Capodanno cinese
La festa di primavera (春節T, 春节S, chūnjiéP) o capodanno lunisolare, o capodanno agricolo (農曆新年T, 农历新年S, nónglì xīnniánP), in Occidente generalmente noto come capodanno cinese, è una delle più importanti e maggiormente sentite festività tradizionali cinesi, e celebra per l'appunto l'inizio del nuovo anno secondo il calendario cinese. Oltre alla Cina, la festività viene celebrata in molti paesi dell'Estremo Oriente, in particolare Corea, Mongolia, Singapore, Malaysia, Nepal, Bhutan, Vietnam (dove prende il nome di Tết Nguyên Ðán) e Giappone (in cui è stata una festività ufficiale fino al 1873) e anche nelle innumerevoli comunità cinesi sparse in tutto il mondo.
Essendo quello tradizionale cinese un calendario lunisolare, i mesi iniziano in concomitanza con ogni novilunio; di conseguenza la data d'inizio del primo mese, e dunque del capodanno, può variare di circa 29 giorni, venendo a coincidere con la seconda luna nuova dopo il solstizio d'inverno, evento che può avvenire fra il 21 gennaio e il 20 febbraio del calendario gregoriano. A partire da questa data, le festività durano per quindici giorni, concludendosi con la tradizionale Festa delle lanterne (元宵節T, 元宵节S, yuánxiāojiéP).

## Data
Nella tabella sono riportate le date del capodanno cinese dal 1996 al 2025, con l'indicazione del segno animale e del ramo terrestre per ciascun anno.
| Animale     | Ramo terrestre | Data di inizio dell'anno | Data di inizio dell'anno | Data di inizio dell'anno |
| ----------- | -------------- | ------------------------ | ------------------------ | ------------------------ |
| 鼠 Topo     | 子 Zi          | 19 febbraio 1996         | 7 febbraio 2008          | 25 gennaio 2020          |
| 牛 Bufalo   | 丑 Chou        | 7 febbraio 1997          | 26 gennaio 2009          | 12 febbraio 2021         |
| 虎 Tigre    | 寅 Yin         | 28 gennaio 1998          | 14 febbraio 2010         | 1 febbraio 2022          |
| 兔 Coniglio | 卯 Mao         | 16 febbraio 1999         | 3 febbraio 2011          | 22 gennaio 2023          |
| 龍 Drago    | 辰 Chen        | 5 febbraio 2000          | 23 gennaio 2012          | 10 febbraio 2024         |
| 蛇 Serpente | 巳 Si          | 24 gennaio 2001          | 10 febbraio 2013         | 29 gennaio 2025          |
| 马 Cavallo  | 午 Wu          | 12 febbraio 2002         | 31 gennaio 2014          |                          |
| 羊 Capra    | 未 Wei         | 1º febbraio 2003         | 19 febbraio 2015         |                          |
| 猴 Scimmia  | 申 Shen        | 22 gennaio 2004          | 8 febbraio 2016          |                          |
| 鸡Gallo     | 酉 You         | 9 febbraio 2005          | 28 gennaio 2017          |                          |
| 狗 Cane     | 戌 Xu          | 29 gennaio 2006          | 16 febbraio 2018         |                          |
| 豬 Maiale   | 亥 Hai         | 18 febbraio 2007         | 5 febbraio 2019          |                          |

L'anno cinese inizia in concomitanza con la prima luna nuova dell'anno, ovvero il novilunio successivo al 12º o, negli anni particolari detti embolismici, composti da 13 mesi, al 13º dell'anno precedente (ciò significa anche il 2º o, raramente, il 3º novilunio dopo il solstizio d'inverno). Nel calendario gregoriano, tale giorno può cadere tra il 21 gennaio e il 20 febbraio.
In ossequio ai dettami dell'astrologia cinese, ogni anno è contrassegnato da un segno animale e da un ramo terrestre (地支S, dìzhīP), che vanno a costituire un ciclo di 12 elementi; il capodanno cinese determina il passaggio da uno all'altro di questi elementi. 
Quindi per determinare l'appartenenza di una persona a un segno dell'oroscopo cinese è necessario tenere conto di dove cade il capodanno cinese in uno specifico anno gregoriano: per esempio, i nati nel 1997 prima del 7 febbraio appartengono al Topo; quelli nati dal 7 febbraio in poi appartengono invece al Bufalo.

## Mitologia
Stando alla mitologia cinese, l'origine della festa di primavera viene fatta risalire a un'antica leggenda, secondo la quale nei tempi antichi vivesse in Cina un mostro chiamato Nian (年). Sempre secondo la leggenda, il Nian sarebbe stato solito uscire dalla sua tana una volta ogni 12 mesi per mangiare esseri umani; l'unico modo per sfuggire a questo tributo di sangue era spaventare il Nian, sensibile ai rumori forti e terrorizzato dal colore rosso. Per questo motivo, sempre secondo la leggenda, ogni 12 mesi si è soliti festeggiare l'anno nuovo con canti, strepitii, fuochi d'artificio e con l'uso massiccio del colore rosso. Un'eco di questa leggenda potrebbe essere rimasto nella rituale danza del leone, una tradizione praticata durante le feste nella quale si sfila per le strade inseguendo una maschera da leone, che rappresenterebbe il Nian.

## Osservanza pubblica

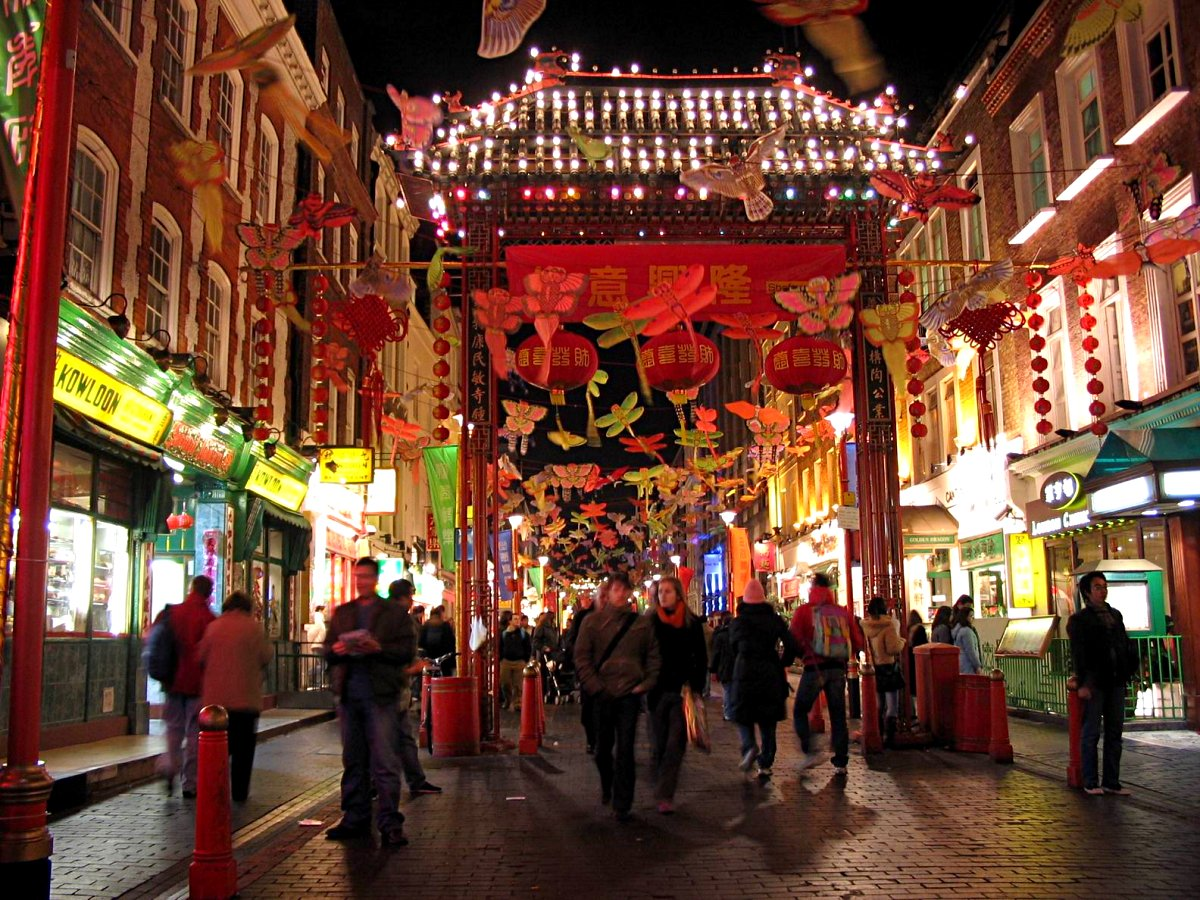
Strada decorata per il Capodanno nel quartiere cinese di Londra.

Sebbene il periodo festivo duri due settimane, nella maggior parte dei paesi dove la festa è celebrata ufficialmente solo alcuni di questi vengono considerati festivi, con chiusura di uffici e scuole e interruzione delle attività lavorative; solitamente solo i primi giorni. La Repubblica Popolare Cinese considera festività la vigilia e i primi tre giorni dell'anno. Similmente avviene ad Hong Kong e a Macao. A Taiwan sono festivi i primi cinque giorni dell'anno, mentre in Malaysia, Singapore, Filippine, Brunei e in Indonesia solo il primo. In Corea si considera festivo solo il primo giorno dell'anno, il Seollal (설날?, 舊正?). In Vietnam, dove si celebra il Tết Nguyên Ðán (che ha molte analogie con il Capodanno cinese, da cui è derivato) sono festivi la vigilia e i primi due giorni dell'anno. In Giappone, infine, dove l'osservanza del Capodanno cinese è stata istituzionale fino al 1873, a seguito della restaurazione Meiji la festa ha perso ufficialità ed è stata sostituita dal Capodanno giapponese (shōgatsu, 正月) il 1º gennaio, con i primi tre giorni dell'anno festivi.

## Svolgimento delle festività
Le festività per il nuovo anno hanno luogo in un lasso di tempo di due settimane sempre consecutive ; la festa vera e propria inizia dalla sera della vigilia, in cui si consuma un banchetto in famiglia, e termina la sera del quindicesimo giorno con la festa delle lanterne. Generalmente, durante questo periodo si tende a stare in famiglia, con visite ai parenti e agli amici più prossimi. Questo periodo di spostamenti coincide con il Chunyun, festività durante la quale si registra un gigantesco aumento dei viaggi nel territorio nazionale. Si cerca di vestire il più possibile in rosso, colore propiziatorio e tradizionale, e adornare le case e le strade con oggetti e ninnoli caratteristici. Sebbene i rituali possano variare anche significativamente da regione a regione i principali appuntamenti da osservare giorno per giorno durante questo periodo sono elencati di seguito.

### Giorni precedenti il nuovo anno

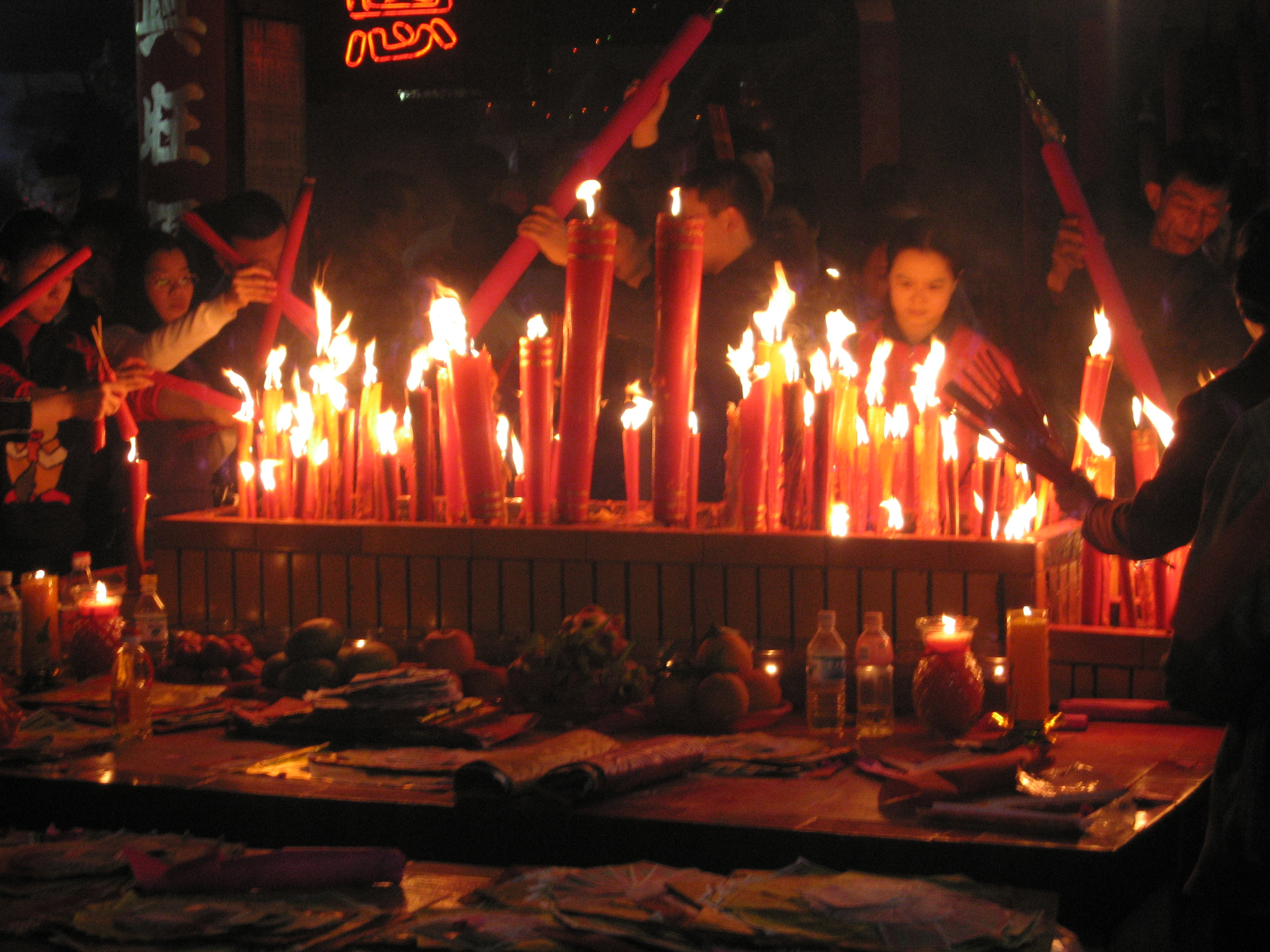
Momenti di festa durante la vigilia del Nuovo Anno.

Nei giorni che precedono l'arrivo del nuovo anno ci si dedica solitamente alla pulizia radicale della casa; questo avviene principalmente nel niánèrbā (年二八), ovvero il 28º giorno del 12º mese. Un detto popolare cantonese recita infatti 年廿八 洗邋遢, ovvero "pulire via lo sporco al nianerba". Il gesto di pulire la casa ha il significato simbolico di spazzare via la sfortuna e gli accidenti dell'anno passato e preparare la casa per l'arrivo della fortuna nel prossimo (per questo motivo, spesso ci si astiene dallo spolverare nei giorni immediatamente successivi il Capodanno, per non rischiare di eliminare la fortuna). È pratica comune in molte regioni della Cina addobbare la casa con nastri e ninnoli, di colore rosso, quando non addirittura riverniciare le pareti con vernice sempre rossa.
Nella sera della vigilia, in ogni famiglia si consuma un sontuoso banchetto, nel quale non manca mai il pesce. In molte zone della Cina sono tradizionali anche gli involtini o i ravioli (Jiaozi) di vario tipo.

### Primo giorno
Il primo giorno del nuovo anno è dedicato all'accoglienza e al benvenuto delle divinità benigne del Cielo e della Terra. Ancor più importante, questo giorno è altresì dedicato alla visita di parenti e amici stretti, e soprattutto dei genitori e dei nonni.
Tipica di questa giornata è la sfilata allegorica detta danza del leone, con il tipico enorme manichino rappresentante appunto un leone portato in giro per le strade cittadine. Durante la sera sono tradizionali gli spettacoli con fuochi artificiali ed esplosivi rumorosi.
In molte zone della Cina ci si astiene dal mangiare carne, specialmente presso i buddisti; inoltre molte tradizioni considerano di cattivo auspicio accendere fuochi in questo primo giorno, e pertanto il cibo consumato viene spesso cotto nei giorni precedenti.

### Secondo giorno
Nel secondo giorno le donne sposate sono solite fare visita ai loro genitori; questo è un evento particolarmente lieto dato che, nella Cina tradizionale, le donne dopo il matrimonio incontrano i genitori solo di rado. Inoltre è tradizionale il culto dei defunti, che vengono onorati con preghiere e con l'accensione di incensi e candele.

### Terzo e quarto giorno

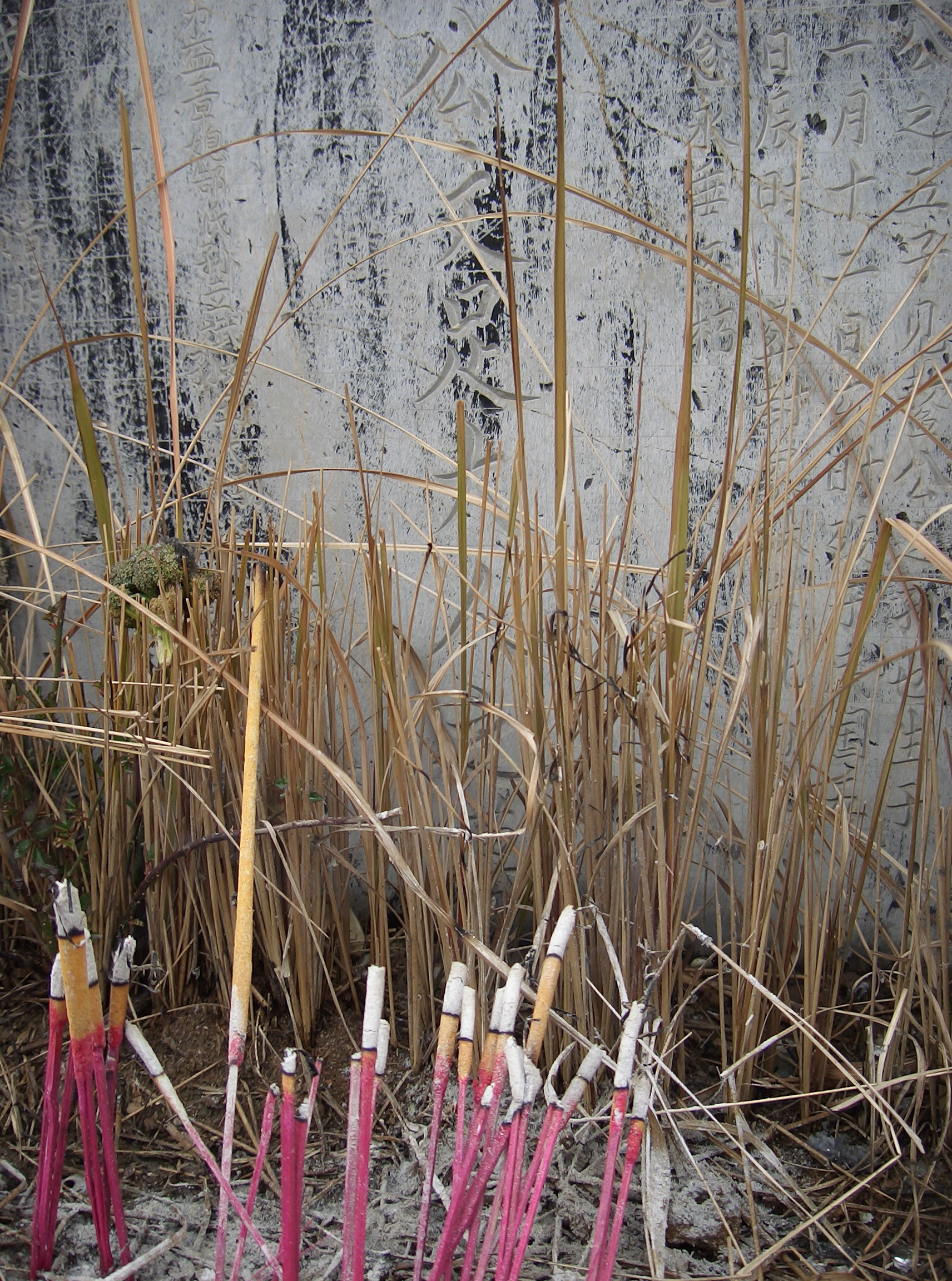
Incenso e candele accese accanto a una tomba, in commemorazione dei defunti.

Il terzo e il quarto giorno del nuovo anno si trascorre solitamente a casa, astenendosi dal fare visita o dall'incontrare parenti e amici. Questo sia per questioni scaramantiche, in quanto è credenza comune che i litigi siano più facili in questi giorni, sia perché questi sono dedicati solitamente alla commemorazione dei defunti, in particolare per coloro che hanno perso un familiare nei 9 anni passati.

### Quinto giorno
Il quinto giorno è considerato la data di nascita del Dio cinese del denaro e della ricchezza; a Taiwan solitamente gli uffici e gli esercizi commerciali riaprono in questo giorno, tra grandi festeggiamenti di buon auspicio per gli affari. È inoltre tipica la consumazione dei Jiaozi (餃子T, 饺子S).

### Settimo giorno
Il settimo giorno del nuovo anno si celebra la ricorrenza del renri (人日), il giorno della creazione dell'uomo. È considerato una specie di compleanno comune, in cui ogni persona diventa più vecchia di un anno. Si è soliti festeggiarlo mangiando il tradizionale Yusheng (鱼生S, yúshēngP), una sorta di insalata di pesce crudo, in compagnia degli amici. Per molti buddisti, anche in questo giorno è bene astenersi dal mangiar carne.

### Nono giorno
Il nono giorno è dedicato al culto dell'imperatore di Giada, re del Cielo nel canone taoista, a cui vengono offerte preghiere.

### Quindicesimo giorno

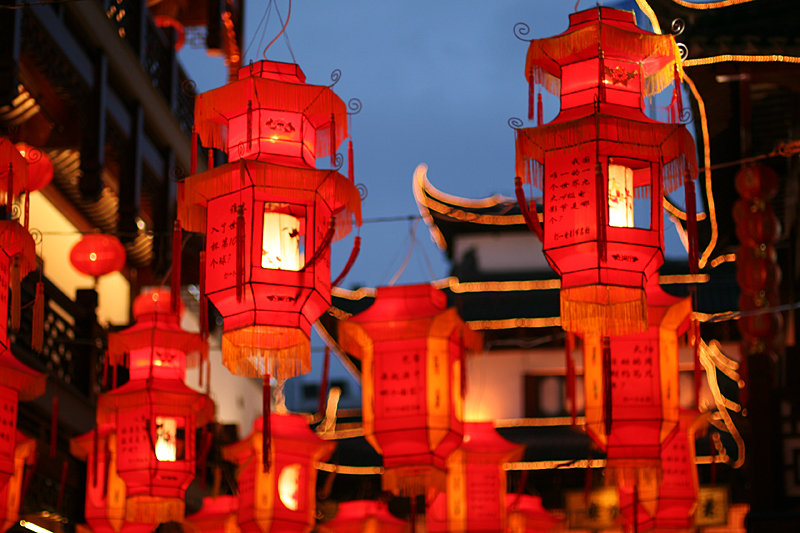
Festa delle lanterne a Shanghai

Il quindicesimo giorno, è il giorno del Yuánxiāo jié (元宵节), che conclude le festività. La ricorrenza principale è la festa delle lanterne, durante la quale le famiglie escono per le vie cittadine con in mano lanterne accese e colorate. Fuori dalle case si accendono candele, per guidare gli spiriti beneauguranti alle abitazioni. È costume tipico consumare il Tangyuan (湯圓T, 汤圆S, tāngyuánP), un dolce di riso.

## Tradizioni
Di seguito sono riportate alcune delle pratiche tradizionali cinesi da svolgersi durante le festività; di nuovo, a causa della vastità geografica e antropologica della Cina, alcune di esse possono variare più o meno sensibilmente in regioni diverse.

### Fuochi d'artificio

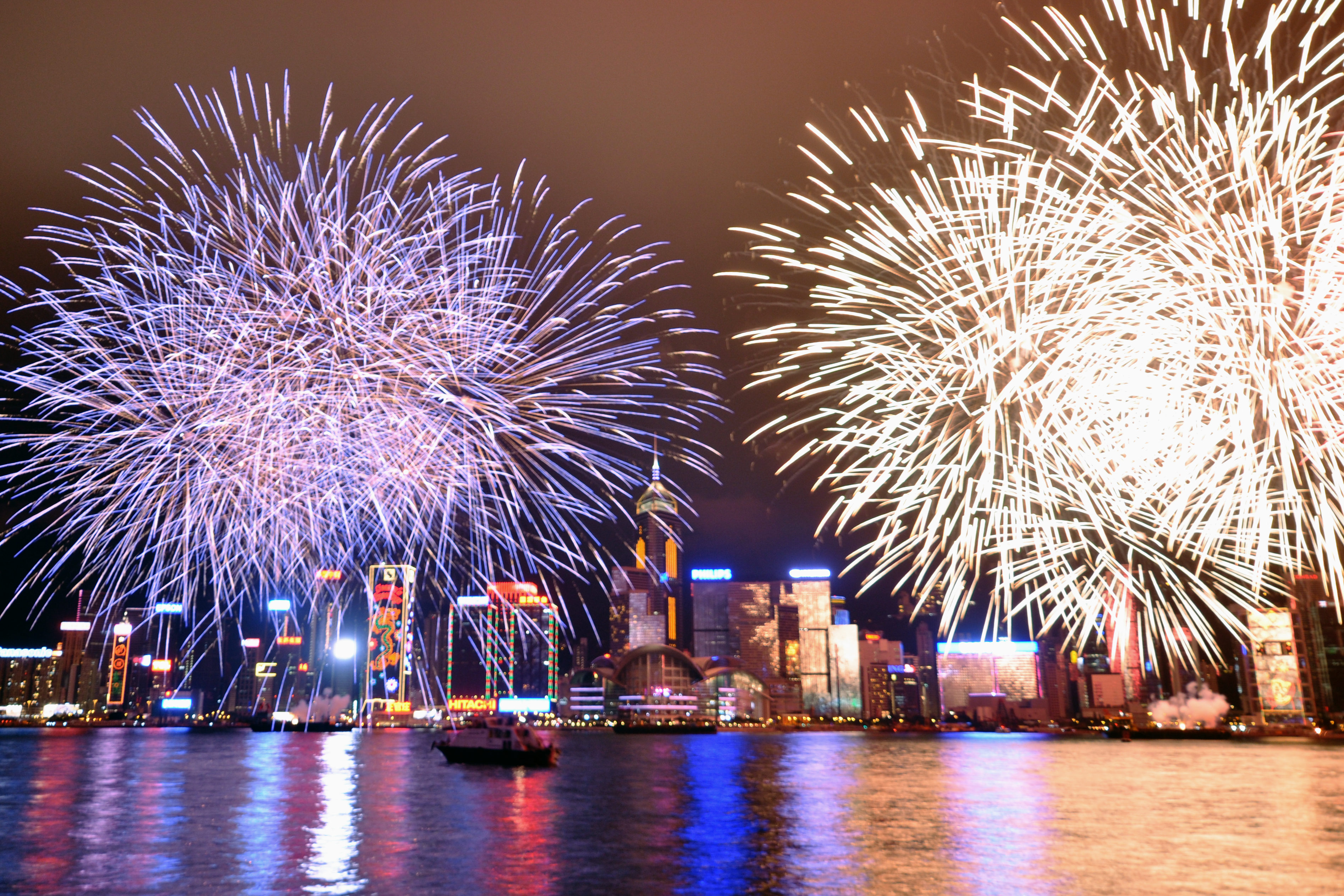
Fuochi d'artificio al capodanno cinese di Hong Kong, 2012

In Cina, patria della pirotecnica, i fuochi d'artificio (烟火S, yānhuǒP) sono stati un tradizionale festeggiamento del capodanno fin dai tempi antichi. Gli scoppi colorati e rumorosi sono considerati un modo per scacciare gli spiriti maligni, intimoriti dalle luci e dalla confusione.
Una volta costituiti da canne cave di bambù riempite di polvere da sparo, oggi i fuochi d'artificio consistono in moderni razzi e candelotti esplosivi. La potenziale pericolosità di questa pratica, tuttavia, e il loro uso indiscriminato nel periodo delle festività, hanno portato, in Cina e in altri paesi, a severe legislazioni volte a limitare o impedire del tutto il fenomeno. In molte grandi città della Cina, come Pechino, le amministrazioni organizzano spesso dei grandi spettacoli di fuochi nelle piazze, per dissuadere i singoli dall'uso isolato di esplosivi. Anche nei centri occidentali dove le comunità cinesi sono estese, come New York, si sono presi in tempi recenti provvedimenti simili. Nei centri rurali della Cina, comunque, il lancio di razzi e petardi continua indiscriminato e per lo più incontrollato a ogni Capodanno.

### Buste rosse
Lo scambio di buste rosse contenenti piccoli doni, in cantonese 利是, 利市 o 利事 (lai shi o lai see), in cinese standard 紅包 (hóng bāo) è tipico delle festività per il nuovo anno. Queste buste contengono sempre e solo denaro, tradizionalmente in forma di monete (sebbene oggigiorno si usino più spesso banconote, di valore più elevato), il cui complessivo può andare da pochi yuan a varie centinaia. Per tradizione, il numero di monete contenuto nelle buste deve essere sempre pari, in quanto i numeri dispari sono associati con il denaro che si dona in caso di funerali. Inoltre, poiché in Cina (come in altri paesi dell'Est asiatico) il numero 4 è considerato di malaugurio, a causa di una sua assonanza con il termine "morte", le buste non contengono mai monete in numero di quattro o multipli; fa eccezione il numero 8, considerato invece di buon auspicio.
Solitamente le buste rosse vengono regalate dalle coppie sposate ai familiari o agli amici più giovani e scapoli; è anche pratica comune per gli adulti donarli ai bambini (in questo caso, talvolta le monete regalate nei pacchetti sono di cioccolata).
Un altro termine per definire lo scambio delle buste rosse è Yāsuìqián (壓歲錢T, 压岁钱S), che ha il significato di "denaro di capodanno".

### Danza del leone

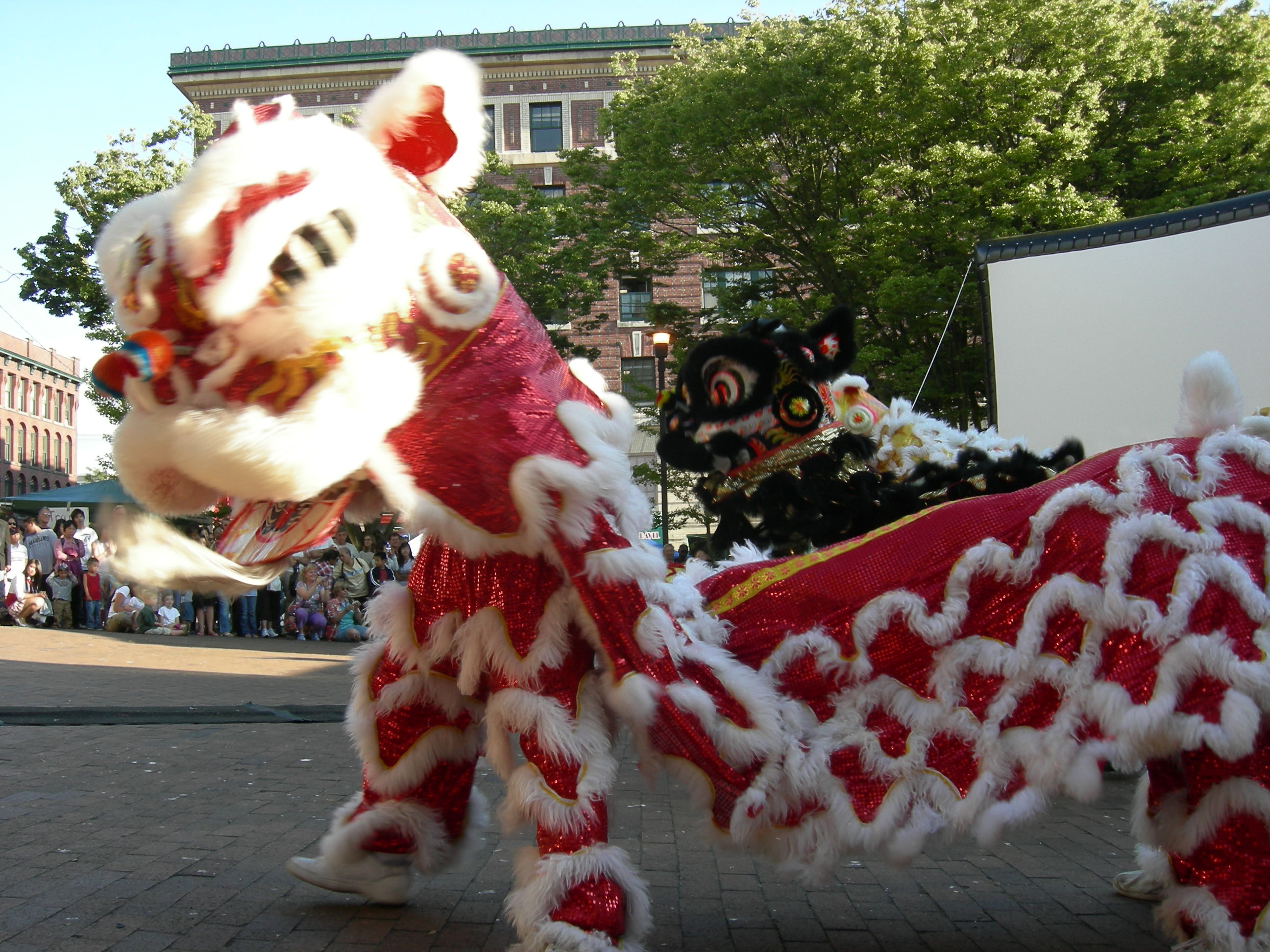
Danza del leone a Seattle.

La Danza del leone (舞獅T, 舞狮S, wǔshīP) è una tradizione tipica dei giorni del Capodanno. Consiste in una parata, per le vie delle città e dei villaggi, nei quali un manichino rappresentante un leone marcia e danza al ritmo chiassoso e battente di tamburi e cimbali.
È simile alla Danza del drago, una simile tradizione praticata in diverse occasioni durante vari periodi dell'anno, ma ha un significato diverso: laddove la Danza del drago celebra e invoca i benigni draghi cinesi, la Danza del leone è invece considerata una pratica in grado di scacciare ed esorcizzare i cattivi spiriti e favorire l'arrivo della fortuna nel nuovo anno.

### Addobbi e decorazioni
Il colore rosso è considerato di buon auspicio per l'anno nuovo, ed è perciò abitudine comune decorare le case con fiocchi e nastri di questo colore durante il Capodanno. Altri addobbi tipici esposti in casa e sulla facciata posteriore delle porte includono motti beneauguranti, dipinti su carta e tela secondo le arti calligrafiche, piccoli quadri o nodi tradizionali di stoffa rossa.

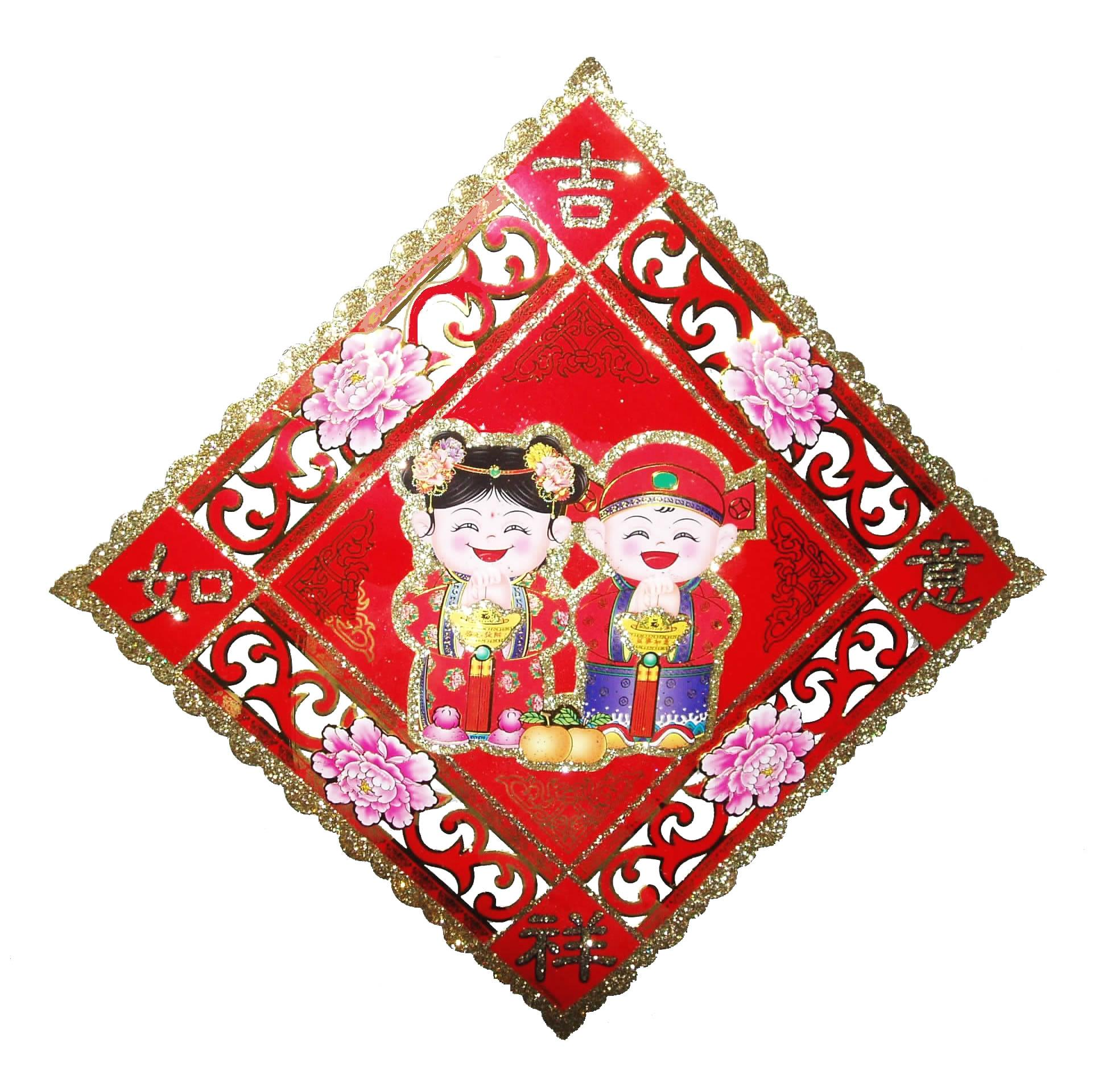
Decorazione tradizionale casalinga per il Capodanno

Molti sono soliti adornare le case anche con piccoli ninnoli; i più comuni sono oggetti raffiguranti pesci, in particolare il Koi (锦鲤T, jǐnlǐP, variante ornamentale della carpa) che, considerato auspicio di buona fortuna in vari paesi asiatici, appare in molti disegni e piccoli oggetti. Tipica è anche l'esposizione di piccoli lingotti d'oro e argento, di forma caratteristica, gli yuánbǎo (元宝) o tael (兩, che è anche una unità di misura) portatori di prosperità e ricchezza, o di piccoli ritagli di carta ( jiǎn zhǐ, 剪纸).
Comune ad altri periodi festivi dell'anno, come la Festa di metà autunno, è l'accensione delle caratteristiche lanterne, dell'immancabile colore rosso, realizzate in carta di riso e appese fuori dalle porte. Nel quindicesimo giorno dei festeggiamenti le lanterne vengono staccate e portate dalle famiglie in giro per le strade nella Festa delle lanterne.
Infine, è tipica l'esposizione di particolari fiori o componimenti floreali; in particolare boccioli di pruno asiatico (in cinese méi, 梅, o méizi, 梅子) che simboleggiano la fortuna, narciso, che simboleggia prosperità, crisantemo, che simboleggia la longevità, girasole, tipico di questo periodo e benaugurante per il nuovo anno, bambù e fiori e frutti di fortunella (in cinese mandarino jīnjú, 金橘).

## Cucina tradizionale

### Cena della vigilia
Il più importante appuntamento gastronomico durante le festività del Capodanno è la cena conviviale che si svolge la sera precedente l'arrivo dell'anno nuovo. Si tratta di un momento familiare, in cui i parenti più stretti si ritrovano -generalmente a casa della persona più anziana- davanti a una tavola riccamente imbandita: può essere per questo paragonato, come concezione, alla cena natalizia cristiana, sebbene l'abbondanza e l'opulenza delle portate la facciano più assomigliare al tradizionale veglione del Capodanno occidentale. Le pietanze principali e immancabili sono pesce e pollo. Specialmente il pesce, in molte regioni della Cina, è servito in quantità tali da renderne certo l'avanzo: questo per questioni scaramantiche, in quanto un proverbio popolare recita "nián nián yǒu yú" (年年有餘T, 年年有余S) con il significato di "ci possa essere sovrabbondanza quest'anno", dove il termine "sovrabbondanza", pronunciato yú, è omofono alla parola "pesce" (魚T, 鱼S, yúP) venendo a costituire un gioco di parole.

### Pietanze tipiche

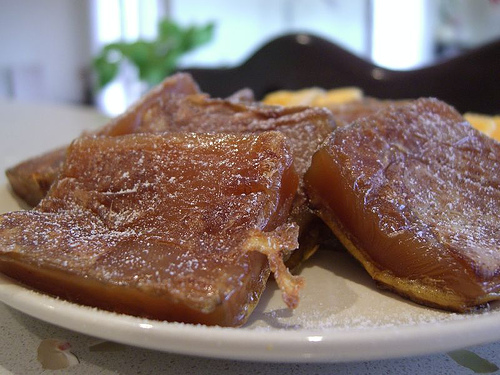
Nian gao, dolce di riso tradizionale del Capodanno.

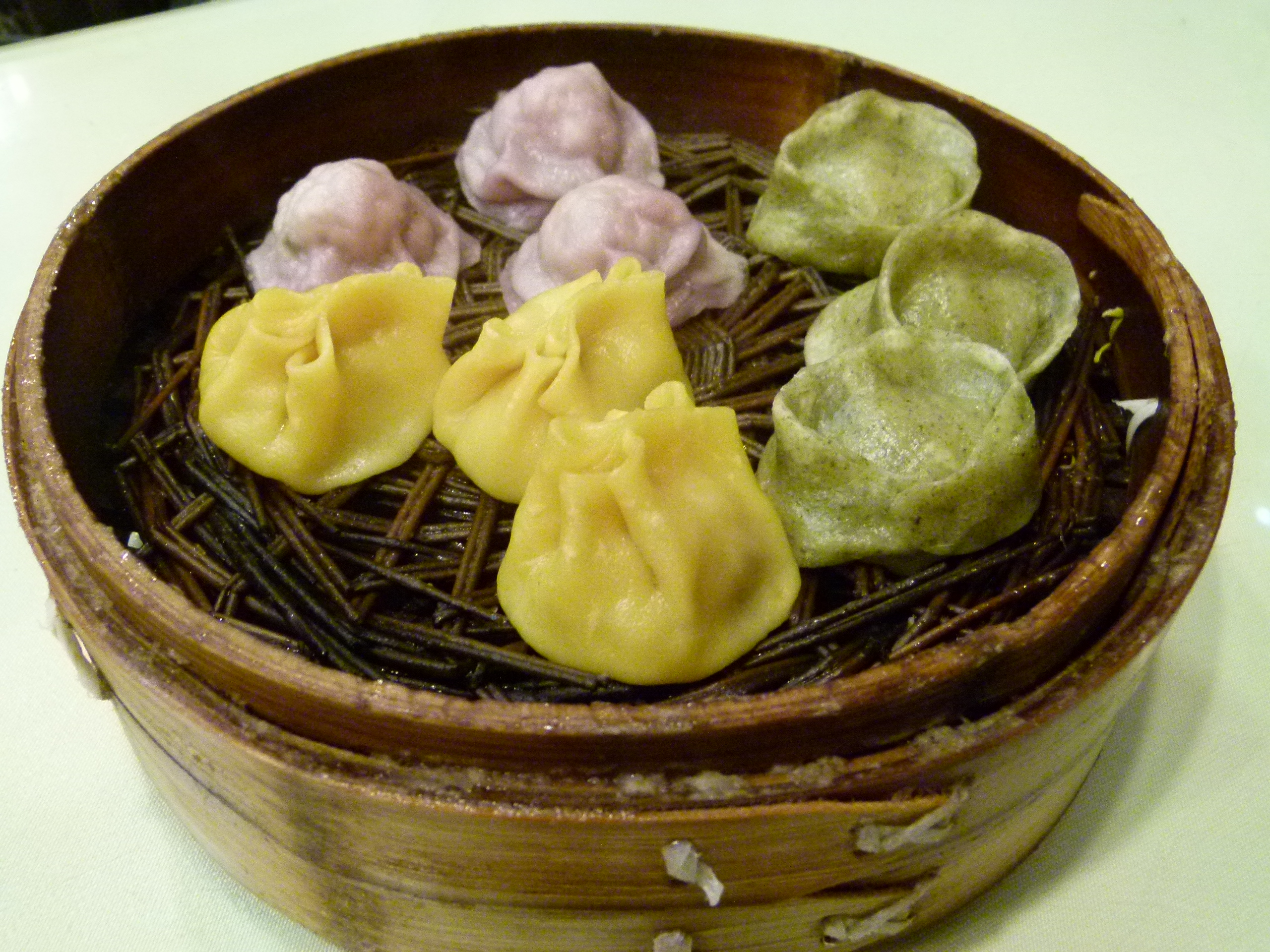
Jiaozi, un tipo di raviolo cinese

Se pesce e pollo, come appena detto, vengono sempre consumati per motivi scaramantici, gli stessi nomi delle pietanze servite durante le festività contengono spesso significati benauguranti e di buon auspicio. Di seguito vengono riportate alcuni dei piatti tipici del Capodanno cinese; è opportuno però ricordare che, al pari di altre tradizioni, se non in misura maggiore di queste, la composizione del menù può variare largamente fra zone diverse della grande Cina.
- Luóhàn zhāi o "delizia di Buddha" (羅漢齋T, 罗汉斋S): sorta di insalata mista, a base di alghe dette in cantonese fat choy (nome scientifico Nostoc flagelliforme) il cui nome suona in modo simile a "prosperità".
- Jau gok (油角S), consumati nell'area di Canton e a Hong Kong, ravioli cinesi la cui forma assomiglia a quella di piccoli lingotti, venendo a costituire un augurio di ricchezza.
- Jiaozi, anch'essi dei ravioli, che possiedono il significato simbolico di "pacchetti" ripieni di fortuna.
- Nian gao (年糕S), torta di riso il cui nome significa "un anno più prosperoso del precedente".
- Mandarini (金橘子S, jīn júziP) e semi di melone (瓜子S, guāziP).

Nei ristoranti cinesi presenti in Italia, in occasione del capodanno cinese vengono preparati piatti tipici della provincia di Zhejiang, in quanto la maggior parte dei gestori sono emigrati da tale provincia. Alcuni di questi sono le Uova dei cent'anni (da sole o accompagnate dal tofu), le lingue d'anatra, le zampe di gallina con aceto e coriandolo, gli yuanxiao (palline dolci di riso glutinoso con ripieno di sesamo).

## Frasi augurali

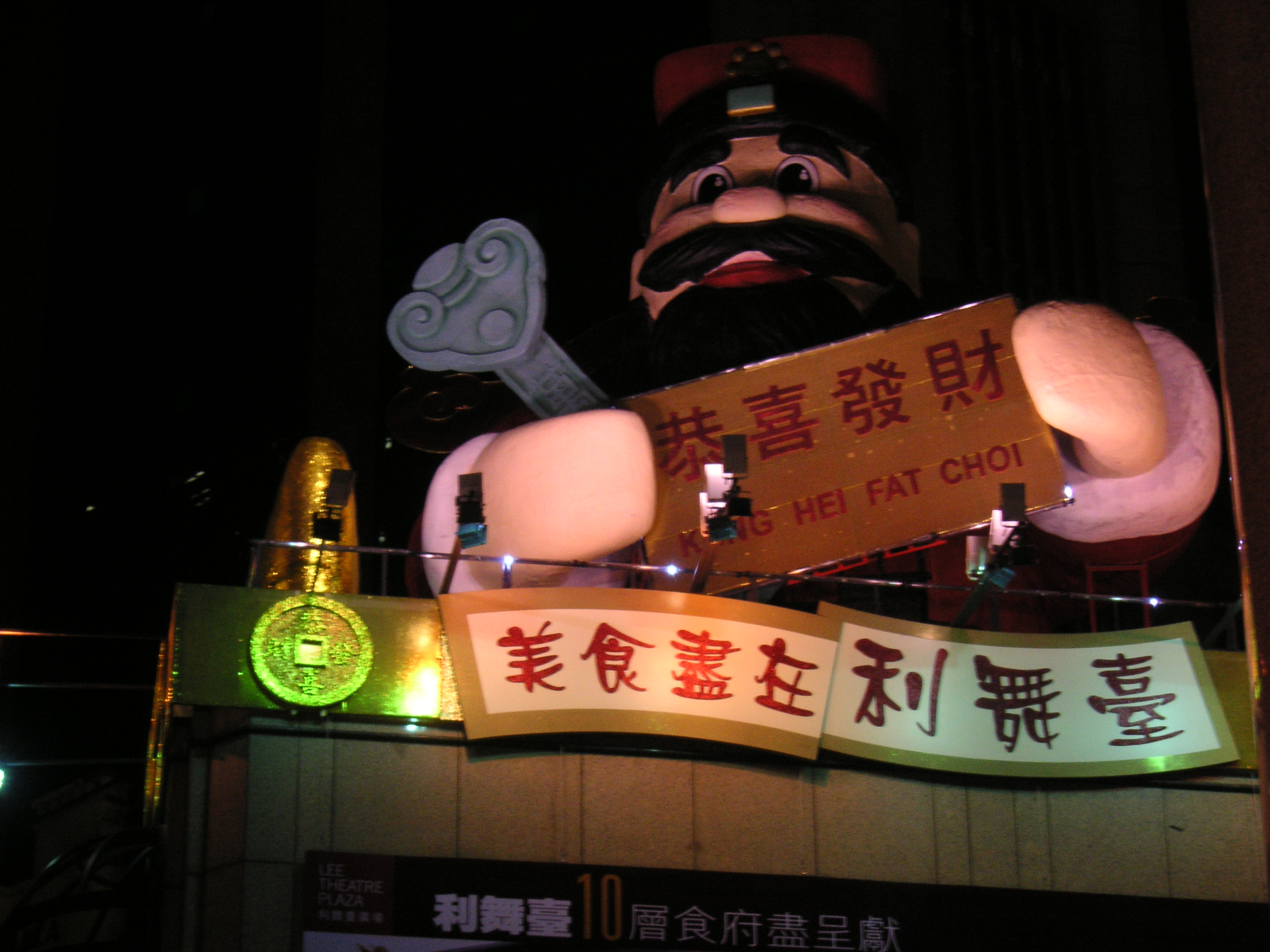
Insegna che recita Kung hei faat choi (恭喜發財) sulla facciata di un teatro di Hong Kong.

L'arrivo del nuovo anno è accompagnato da tipiche frasi di gioia e felicitazioni, che vengono scambiate tra amici e parenti ad alta voce e con entusiasmo. Queste frasi vengono spesso raccolte sotto il nome collettivo di Jíxiánghùa (吉祥話), "parole di buon auspicio".
Fra le più usate vi sono "Felice anno nuovo!", 新年快樂T, 新年快乐S, Xīnnián kuàilèP; in cantonese Sun nin fai lok, utilizzato nelle parti meridionali e orientali della Cina, ma considerato poco tradizionale e influenzato dalle tradizioni e dai modi di dire occidentali. Nelle parti più interne della Cina è invece utilizzata maggiormente la frase Guònián hǎo (過年好T, 过年好S) di significato simile.
Un'altra espressione comune è "congratulazioni e che sia prospero!", 恭喜發財T, 恭喜发财S, Gōngxǐ fācáiP; in cantonese Gung hei faat choi.
Vi sono poi numerosissime altre forme augurali, usate meno spesso o in determinate circostanza; per esempio è tradizione gridare Suìsuì píng'ān (歲歲平安, con il significato di "pace anno dopo anno") nel caso in cui capiti di rompere un oggetto, per allontanare la malasorte scaturita dal piccolo incidente, e così via.